# Timorregenbooglori
De timorregenbooglori (Trichoglossus capistratus) is een lori uit de familie Psittaculidae (papegaaien van de Oude Wereld).

## Kenmerken
Het is een wat minder contrastrijke versie van de regenbooglori. Het blauw op de kop gaat geleidelijk over in het groen en de borst is geel overgaand in oranje, in plaats van oranje met duidelijke streping erin.

## Leefwijze
Deze vogelsoort heet in het Engels de Marigold lorikeet en wordt ook wel beschouwd als een ondersoort van de regenbooglori (T. haematodus capistratus) waar hij in uiterlijk en gedrag erg op lijkt. 

## Verspreiding en leefgebied
De vogel komt voor in bosranden van regenwoud en uitgekapt (secundair) bos en in aangeplant bos op de centrale en oostelijke Kleine Sunda-eilanden. De soort telt drie ondersoorten:
- T. c. fortis: Soemba.
- T. c. capistratus: Timor en Roti.
- T. c. flavotectus: Wetar en Romang.

## Status
De vogel is niet zeldzaam, maar neemt in aantal af en komt maar in een klein gebied voor. Op de Rode lijst van de IUCN heeft deze soort de status niet bedreigd.